# Palazzo Ruspoli
Palazzo Ruspoli è un palazzo di Roma, appartenuto all'omonima famiglia dell'aristocrazia papalina. Si trova in Via del Corso, nel centro storico della capitale.

## Storia

Lo scalone di Palazzo Ruspoli progettato da Martino Longhi il Giovane, una delle quattro meraviglie di Roma.

Il palazzo venne originariamente costruito nel XVI secolo dalla famiglia Jacobilli, la quale però terminò le proprie sostanze prima ancora di averlo terminato e pertanto nel 1583 si vide costretta a venderlo alla famiglia toscana dei Rucellai, la quale incaricò Bartolomeo Ammannati (1511-1592) di completare l’edificio. Il progetto dell'Ammannati si concentrò sostanzialmente nella realizzazione della solenne facciata lungo l'attuale Via del Corso ed il loggiato gittante sul giardino, la cui galleria venne affrescata da Jacopo Zucchi anni dopo ed arricchita con la collezione di sculture antiche dei principi Ruccellai. Il palazzo, il 21 agosto 1591, venne acquistato per 12.000 scudi dal cardinale Gian Vincenzo Gonzaga, sesto figlio di Ferrante I Gonzaga, signore di Guastalla, che ne fece la sua dimora romana.
Il palazzo nel 1629 venne acquistato per sé e la propria famiglia dal cardinale Luigi Caetani, che a sua volta incaricò Bartolomeo Breccioli di modificare la facciata del palazzo sull'attuale Largo Goldoni, aggiungendo delle finestre ed ingrandendo la struttura, privandola di un mai inutile magazzino costruito un secolo prima. Sempre su commissione dei Caetani si compirono gli ultimi lavori al palazzo, nel 1640, ad opera di Martino Longhi il Giovane (1602-1656) il quale realizzò il maestoso scalone di oltre cento gradini che collega ancora oggi il portico del palazzo alla loggia del cortile interno e sino alla torre belvedere che si trova sopra il tetto. Tale scalinata è stata inclusa dalla tradizione tra le quattro meraviglie di Roma ed ogni suo gradino è realizzato con un blocco unico di marmo.  Lungo la scala c'erano antichi busti degli imperatori Adriano e Claudio; Bacco e Silen; Apollo; Mercurio; una donna vestita da Ercole; ed Esclepio.
Nel 1713 Michelangelo Caetani, fortemente indebitato con i principi Ruspoli, dovette cedere loro il palazzo. 
Da questa famiglia, che ancora oggi ne è proprietaria in parte, l'edificio prese il nome che ancor oggi conserva.

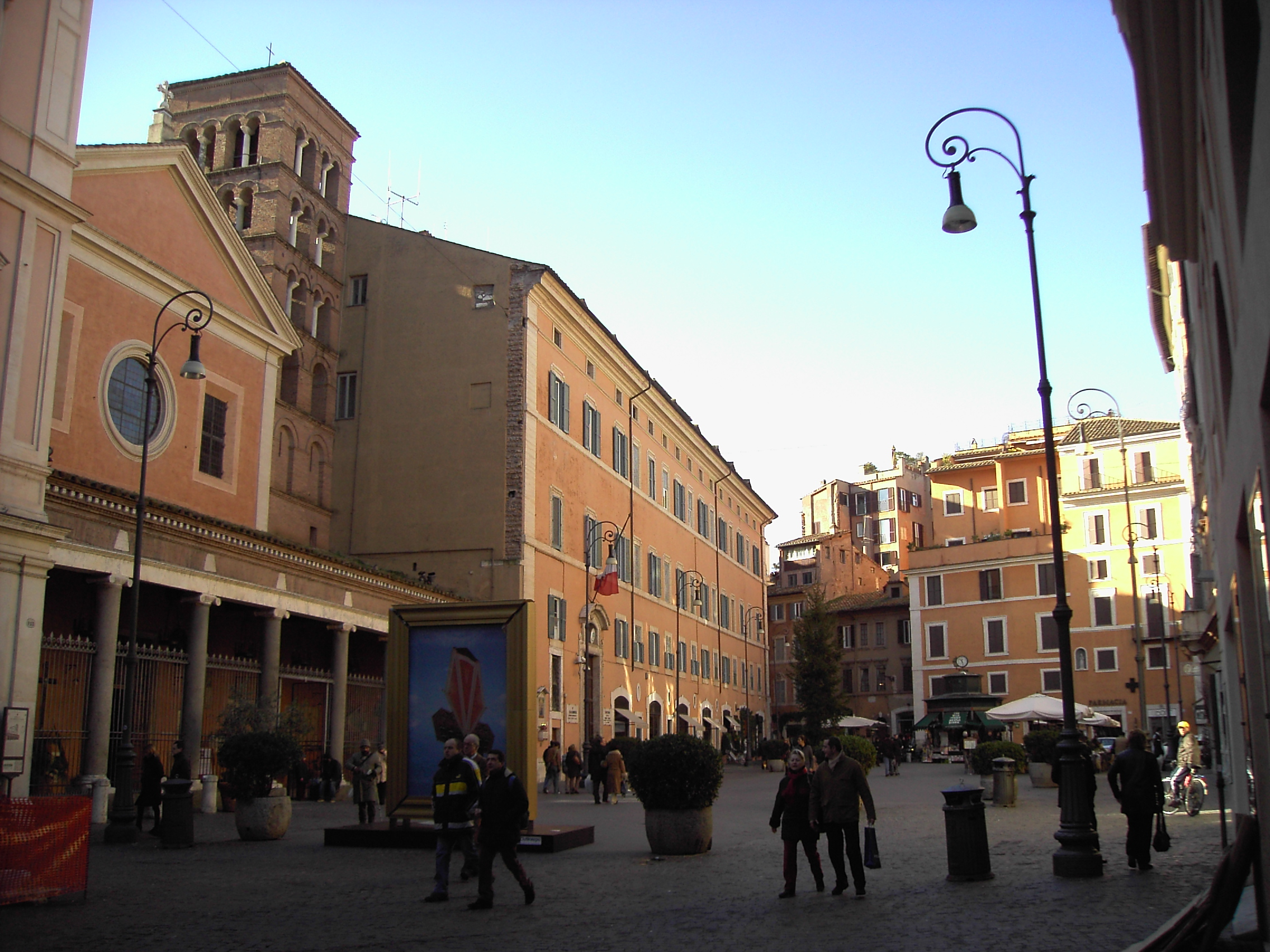
Basilica di San Lorenzo in Lucina e Palazzo Ruspoli

Nel Settecento, in questo palazzo soggiornò il celebre musicista tedesco Georg Friedrich Händel che qui compose l'oratorio La Resurrezione e che sempre qui fu maestro di cappella per conto dei principi Ruspoli. Durante la prima parte del XIX secolo e sino al 1879, su iniziativa dei Ruspoli stessi, la parte del pianterreno venne adibita per attività commerciali e qui venne aperto il rinomato "Caffè Nuovo", uno dei locali più eleganti ed esclusivi della città. Tra gli ospiti illustri che vennero in visita al palazzo della famiglia Ruspoli, si ricorda l'imperatore francese Napoleone III che qui venne a soggiornare ancora ragazzo insieme a sua madre, Ortensia di Beauharnais dal 1823 al 1835; quest'ultima commissionò col permesso dei proprietari alcuni affreschi per la sua permanenza, di squisito gusto francese primo impero. La famiglia Bonaparte rimase così impressionata da Roma e da Palazzo Ruspoli che nel 1859 un cugino di Napoleone III, Napoleone-Carlo Bonaparte, sposò qui la principessa Cristina Ruspoli, stabilendo definitivamente un legame stretto tra le famiglie Ruspoli e Bonaparte.
Nel giardino di Palazzo Ruspoli, nel 1870, si svolse uno degli ultimi combattimenti tra i bersaglieri piemontesi e l'esercito pontificio dopo la Breccia di Porta Pia, scontro nel quale finirono uccisi 19 zuavi del Papa. In quest'occasione la principessa Cristina Ruspoli raccolse la bandiera che sventolava sopra il portale di accesso alla città e la conservò poi nel proprio palazzo romano dove è rimasta sino al 2011 quando, in occasione delle celebrazioni per il 150º anniversario dell'Unità d'Italia, la bandiera è stata restituita dal principe Sforza Ruspoli alla Città del Vaticano, con una solenne cerimonia, nelle mani del cardinale Tarcisio Bertone.

## Descrizione
Il palazzo si presenta con facciate su tre lati, dotato di finestre con architravi al primo piano, con timpani quelle del secondo e con una semplice cornice quelle del terzo.
Le antiche scuderie del palazzo sono oggi adibite a sede di mostre d'arte.